# عنقود كروي

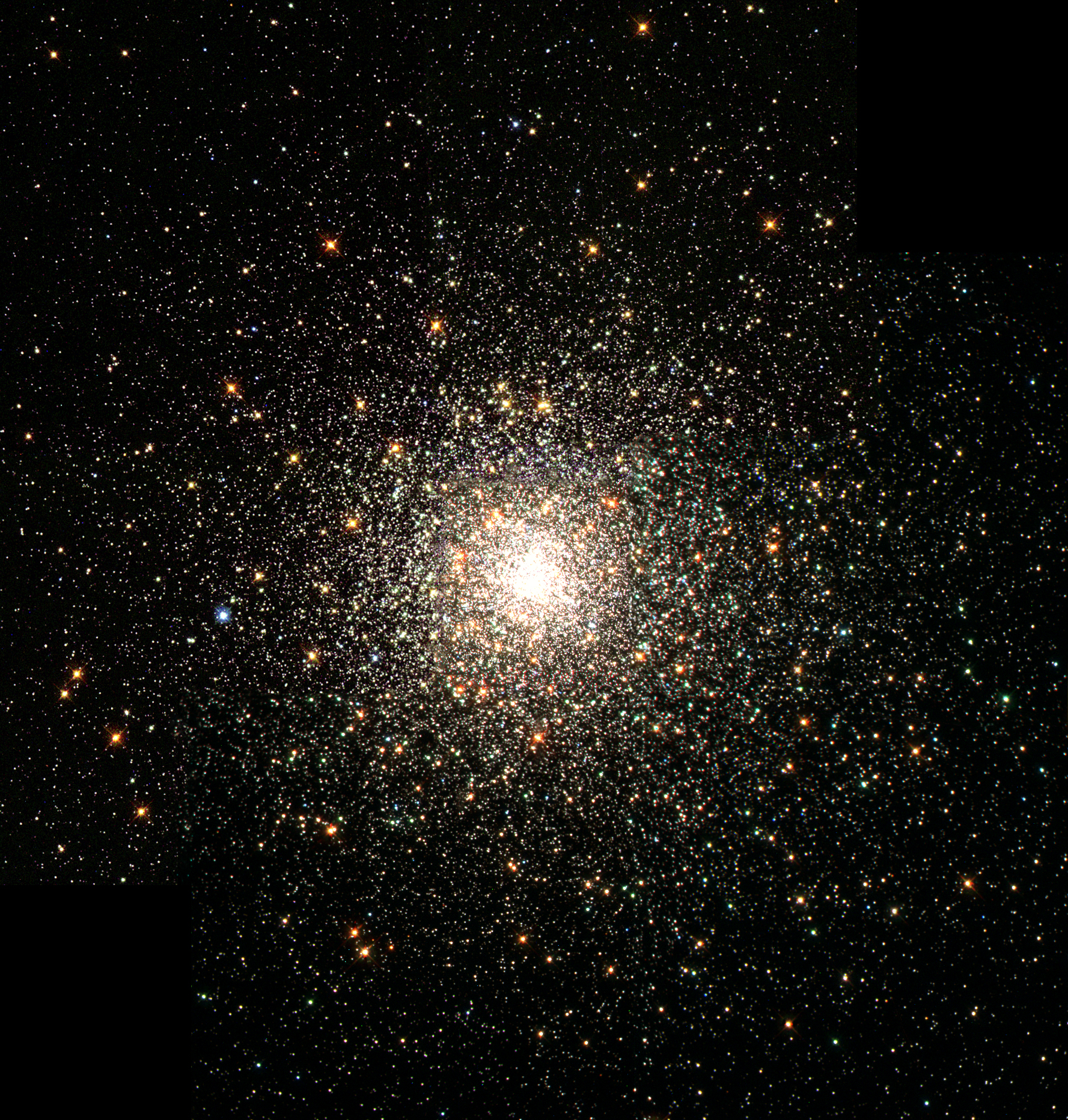
العنقود الكروي م80

العنقود النجمي الكروي مسييه 54

عنقود كروي أو حشد كروي (بالإنجليزية: Globular cluster)‏ نوع من العناقيد النجمية، تتميز بشكل كتل مستديرة متراصة من النجوم وتضم عدداً أكبر من النجوم مما تحتويه العناقيد المفتوحة وقد تصل إلى عشرة ملايين.

## خصائص
تحتوي العناقيد الكروية على عدد أكبر بكثير من النجوم مما تحتويه العناقيد المفتوحة أذا تتراوح أعدادها ما بين ×105 - ×106 من النجوم
ويقدر العلماء عدد العناقيد الكروية في مجرتنا 150-200 مجموعة كروية. أما في مجرة أندروميدا (مجرة حلزونية ضلعية) M31 أو NGC 224 أكبر المجرات في المجموعة المحلية والتي يبلغ حجمها 1,5 مرة من حجم مجرتنا تضم أكثر من 300 مجموعة عنقودية كروية من النجوم.
يتراوح نصف قطر العنقود الكروي ما بين 40 - 160 سنة ضوئية (12-50 فرسخ فلكي). وتقدر أعمار المجموعات الكروية بحوالي 12 مليار عام.
رغم أن التركيب الكيميائي يختلف من مجموعة إلى أخرى لكن جميع أعضاء النجوم داخل المجوعة لها نفس التركيب الكيميائي أي ولدت من نفس السحابة السديمية.
تقع المجموعة الكروية في هالة وانتفاخ المجرة وتدور أغلبها في مدار بيضاوي متقاطع مع مستوى الاستوائي ولكن ليس بعيدا عن نواة المجرة لذلك فان أغلبها يتواجد شمال أو جنوب منطقة المركز والقرص خاصة في كوكبة القوس وكوكبة الحواء وكوكبة العقرب ولكونها كويكبات تشير إلى مركز المجرة ولذلك كان من السهل دراسة مجموعات النجوم الكروية في النصف الكرة الجنوبي حيث يمكن رؤية هذه المجموعات الكروية.
والمجموعة الكروية لم تدخل في تركيب المجرة فتكورت حول نفسها بتركيز شديد نحو المركز الخاص بها مكونة مجموعة منفصلة ارتبطت بعد ذلك بجاذبية المجرة.
والمسافة بين نجوم العنقود الكروي بعضها لاتتعدى يوما ضوئيا أو عدة أسابيع ضوئية مما يجعل بعض النجوم يأسر نجوما أخرى لتكوّن نجوما ثنائية
ويميل لون نجومها إلى الأصفر والأحمر وهي تعكس خصائص نجوم الجمهرة الثانية Population-II ، فعمرها (يقارب 1010 سنة) تتوضع في انتفاخ المجرة وهالتها، ووتحرك على طول مدارات إهليلجية قد تميل بشدة بالنسبة للقرص، وتتألف هذه الجمهرة في معظمها من الهيدروجين والهيليوم ولا تمثل العناصر الثقيلة إلا نسب لاتتعدى أجزاء يسيرة في المئة من كتلتها أي حوالي مئة مرة أقل من نجوم كالشمس.

## أهميتها
ترجع أهمية العناقيد الكروية إلى نجومها القديمة - المتغيرة والقيفاونات والشلياق RR - مما يشكل فائدة كبيرة لعلماء الفلك عند دراسة تطور النجوم ومعرفة دورة كل نوع منها ولتحديد حجم الكون وعمره ولمعرفة بعدها عنا.
وقد جرى قياس حجم درب التبانة لأول مرة في مستهل القرن العشرين على يد العالم شابلي عام 1918 م حيث استطاع بدراسة المجموعة الكروية وتوزيعها في السماء استنتاج موقع مركز درب التبانة.

## الولادة
تولد مجموعتان في نفس الوقت فتشكل عنقودان ثنائيان وخير مثال على ذلك المجموعة المزدوجة (M46 أو مسييه 47 - NGC 2437 أو NGC 2422)
والعناقيد الكروية شائعة في نصف الكرة الجنوبي في السماء وهذا يعطي الدليل القاطع على أن الشمس موجودة بعيدا عن مركز المجرة.
ومن العناقيد الكروية المعروفة 4 فقط التي يمكن مشاهدتها بالعين المجردة
وهي أوميغا سنتورس NGC 5139 وهو يعتبر أكثر النجوم العنقودية المضيئة في درب التبانة وتوكاناي 47 أو NGC104 وهما يقعان في النصف الكرة الجنوبي. أما في نصف الكرة الشمالي فهي المجموعة الكروية م13 أو NGC 6205 في كوكبة الجاثي أو هرقل والمجموعة الكروية م5 أو NGC5904.
«العنقود الكروي» هو مجموعة كروية من النجوم التي تدور حول مركز مجري. العناقيد الكروية مُقيدة بشدة بالجاذبية، ما يمنحها شكله الكروي، والكثافة النجمية العالية نسبيًا بتجاه مركزها. اشتُق اسم هذه الفئة من العناقيد النجمية من الكلمة اللاتينية، globulus - كرة صغيرة.
توجد العناقيد الكروية في الهالات المجرية وتحتوي على عدد أكبر بكثير من النجوم، وهي أقدم بكثير من العناقيد المفتوحة الأقل كثافة الموجودة في الأقراص المجرية. العناقيد الكروية شائعة إلى حد ما؛ هناك نحو 150 إلى 158 عنقود كروي معروف حاليًا في مجرة درب التبانة، وربما هناك 10 إلى 20 عنقود كروي آخر ينتظر الاكتشاف. يمكن أن تحتوي المجرات الأكبر حجمًا على المزيد: على سبيل المثال، قد تحتوي مجرة المرأة المسلسلة على ما يصل إلى 500 عنقود كروي. تحتوي بعض المجرات الإهليلجية العملاقة (خاصة تلك الموجودة في مراكز العناقيد المجرية)، مثل «مسييه 87»، على ما يصل إلى 13000 عنقود كروي.
تمتلك كل مجرة ذات كتلة كافية في المجموعة المحلية مجموعةً مرتبطة من العناقيد الكروية، وتمتلك كل مجرة كبيرة تقريبًا جرى مسحها نظامًا من العناقيد الكروية. يبدو أن مجرتي «الرامي الإهليجية القزمة» و«كانيس ميجور القزمة» في خضم عملية منح عناقيدها الكروية المرتبطة بها (مثل «بالومار 12») إلى مجرة درب التبانة. يوضح هذا عدد العناقيد الكروية لهذه المجرة التي ربما حصلت عليها في الماضي.
على الرغم من أنه يبدو أن العناقيد الكروية تحتوي على بعض النجوم الأولى التي تشكل في المجرة، لا يزال أصلها ودورها في تطور المجرة غير واضح. يبدو واضحًا أن العناقيد الكروية تختلف اختلافًا كبيرًا عن المجرات الإهليلجية القزمة كما أنها تكونت خلال عملية تشكل نجوم المجرة الأم، بدلًا من كونها مجرة منفصلة.

## نظرة تاريخية
اكتُشف أول عنقود مفلق معروف، المُسمى «مسييه 22»، في عام 1665 من قبل «ابراهام إيل»، الذي كان عالم فلك ألماني هاوٍ. مع ذلك، نظرًا للفتحة الصغيرة للتلسكوبات المبكرة، لم تُرصد النجوم الفردية داخل العناقيد الكروية حتى رصد «شارل مسييه» لعنقود مسييه 4 الكروي في عام 1764. تظهر أول ثماني عناقيد كروية مُكتشفة في الجدول. بعد ذلك، أدرج «آبي لاكايل» عنقود 47 الطوقان، وإن جي سي 4833، ومسييه 55، و مسييه 69، و إن جي سي 6397 في فهرسه الذي يعود للفترة بين عامي 1751 و1752.
عندما بدأ «ويليام هيرشل» مسحه الشامل للسماء باستخدام تلسكوبات كبيرة في عام 1782، كان هناك 34 عنقودًا كرويًا معروفًا. اكتشف هيرشل 36 عنقودًا كرويًا آخر وكان أول من تمكن من تحديد النجوم في جميعها فعليًا. صاغ مصطلح «العنقود الكروي» في فهرس السدم والعناقيد النجمية الخاص به المنشور عام 1789.
استمر عدد العناقيد الكروية المكتشفة في الازدياد، إذ وصل إلى 83 عام 1915، و93 عام 1930، و97 بحلول عام 1947. وحتى الآن، اكتُشف 152 عنقود كروي في مجرة درب التبانة، من عدد إجمالي يقدر بـ 20 ± 180. يُعتقد أن هذه العناقيد الكروية الإضافية غير المكتشفة مخفية خلف غاز وغبار درب التبانة.
في بداية عام 1914، بدأ «هارلو شابلي» سلسلة من الدراسات حول العناقيد الكروية، نُشرت في نحو 40 بحث علمي. قام بفحص «متغيرات آر آر القيثارة» في العناقيد (التي افترض أنها «متغيرات قيفاوي») واستخدم العلاقة بين دورتها ولمعانها لتقديرات مسافاتها. في وقت لاحق، اكتُشف أن متغيرات آر آر القيثارة أخفت من متغيرات قيفاوي، ما قاد شابلي إلى المبالغة في تقدير مسافات العناقيد.
من ضمن العناقيد الكروية الموجودة في درب التبانة، توجد غالبيتها في هالة حول المركز المجري، وتوجد الغالبية العظمى في السماء السماوية المتموضعة حول المركز. في عام 1918، استخدم شابلي هذا التوزيع غير المتماثل بشدة لتحديد الأبعاد الكلية للمجرة. بافتراض أن توزيع العناقيد الكروية هو كروي تقريبًا حول مركز المجرة، استخدم مواقع العناقيد لتقدير موقع الشمس بالنسبة لمركز المجرة. في حين أن تقديره كان بعيدًا عن الواقع (على الرغم من أن قيمة الخطأ كانت بنفس القيمة الأسية المقبولة حاليًا)، فقد أظهر أن أبعاد المجرة كانت أكبر بكثير مما كان يُعتقد سابقًا.
أشارت قياسات شابلي أيضًا إلى أن الشمس بعيدة نسبيًا عن مركز المجرة، على عكس ما استُنتج سابقًا من التوزيع الظاهري المتماثل تقريبًا للنجوم العادية. في الواقع، تقع معظم النجوم العادية داخل قرص المجرة، وبالتالي تُحجب النجوم التي تقع في اتجاه مركز المجرة وما بعده من قبل الغازات والغبار، في حين تقع العناقيد الكروية خارج القرص ويمكن رؤيتها على مسافات أبعد بكثير.

## التصنيف
بعد ذلك، حصل شابلي في دراساته عن العناقيد على مساعدة «هنريتا سوب» و«هيلين باتلز سوير» (هوغ لاحقًا). بين عامي 1927 و1929، قام شابلي وسوير بتصنيف العناقيد وفقًا لدرجة تركيز كل نظام باتجاه مركزه. شملت الفئة الأولى العناقيد الأكثر تركيزًا، وشملت الفئات التالية العناقيد الأقل تركيزًا وصولًا إلى الفئة الثانية عشر. أصبح هذا التصنيف معروفًا باسم «فئات تركيز شابلي سوير». في عام 2015، اقتُرح نوع جديد من العناقيد الكروية على أساس بيانات رصدية: العناقيد الكروية المظلمة.

### عملية التشكل
لا تزال عملية تشكل العناقيد المعلقة غير مفهومةً جيدًا، ولا يزال من غير المؤكد ما إذا كانت نجوم العناقيد الكروية تتشكل خلال جيل واحد أو عبر أجيال متعددة على مدى عدة مئات ملايين السنين. في العديد من العناقيد الكروية، تكون معظم النجوم في نفس مرحلة التطور النجمي تقريبًا، ما يشير إلى أنها تشكلت في نفس الفترة تقريبًا. مع ذلك، يختلف تاريخ تشكل النجوم من عنقود إلى آخر، إذ تتمتع بعض العناقيد بمجموعات متميزة من النجوم. مثال على ذلك هو العناقيد الكروية في سحابة «ماجلان الكبرى» (إل إم سي) التي تمتلك مجوعتين مختلفتين من النجوم. خلال شبابها، ربما واجهت عناقيد إل إم سي هذه سحبًا جزيئية عملاقة حفزت بدء جولة ثانية من تشكل النجوم. تُعتبر فترة تشكل هذه النجوم قصيرة نسبيًا، مقارنةً بعمر العديد من العناقيد الكروية. اقتُرح أيضًا أن سبب هذا التضاعف في المجموعات النجمية قد يعود لأصل ديناميكي. في مجرة «الهوائيات»، على سبيل المثال، رصد تلسكوب «هابل» الفضائي عناقيد مكونة من عناقيد أخرى، التي هي مناطق في المجرة تمتد عبر مئات الفراسخ الفلكية، حيث تتصادم العديد من العناقيد وتندمج في النهاية. تتمتع العديد منها بنطاقات أعمار واسعة، وبالتالي من المحتمل أن تكون معدنية، ويمكن أن يؤدي اندماجها إلى تشكل عناقيد ذات مجموعتين أو توازيع متعددة من المجموعات.
يظهر رصد العناقيد الكروية أن هذه التشكلات النجمية تنشأ في المقام الأول في مناطق فعالة في تشكل النجوم، حيث يكون الوسط النجمي ذي كثافة أعلى مما هو عليه في مناطق تشكيل النجوم العادية. يسود تشكل العناقيد الكروية في مناطق التفجر النجمي وفي المجرات المتفاعلة. تشير الأبحاث إلى وجود علاقة بين كتلة الثقوب السوداء الفائقة (إس إم بي إتش) المركزية وامتداد أنظمة العناقيد الكروية للمجرات الإهليلجية والمحدبة. غالبًا ما تكون كتلة إس إم بي إتش في مثل هذه المجرات قريبة من الكتلة الكلية للعناقيد الكروية في المجرات.
لا يمتلك أي عنقود كروي معروف عملية تشكل مجوم نشطة، وهو ما يتوافق مع فكرة أن العناقيد الكروية هي أقدم الأجسام في المجرة بشكل عام، وأنها كانت من بين المجموعات النجمية الأولى التي تشكلت. قد تكون مناطق تشكل النجوم الكبيرة جدًا المعروفة باسم العناقيد النجمية الفائقة، مثل «ويسترلوند 1» في درب التبانة، هي سلائف العناقيد الكروية.

## اقرأ أيضا
- فصل بين النجوم
- عنقود فورنكس المجري
- إن جي سي 2419
- تجمع نجمي مفتوح
- أوميجا قنطورس
- 47 الطوقان
- خط زمني للانفجار العظيم.
- نجم نيوتروني
- ثقب أسود
- إن جي سي 7006
- عنقود الأسد المجري
- قائمة التجمعات النجمية المغلقة